# Melcior de Gualbes
Melcior de Gualbes va ser un poeta català del segle XV que va estar vinculat a les corts de Ferran d'Antequera i d'Alfons el Magnànim. La seva poesia es caracteritza per ser una de les primeres escrites en català que té una influència italiana, sobretot de Dant i Petrarca. En la seva breu poesia (només va escriure tres poemes) hi destaca un amor pur, on la sensualitat és totalment nul·la perquè hi apareix un amor idealitzat.